# 969 Leocadia
Leocadia (asteroide 969) é um asteroide da cintura principal com um diâmetro de 19,51 quilómetros, a 1,9581114 UA. Possui uma excentricidade de 0,2048524 e um período orbital de 1 411,5 dias (3,87 anos).
Leocadia tem uma velocidade orbital média de 18,98007483 km/s e uma inclinação de 2,29728º.
Esse asteroide foi descoberto em 5 de Novembro de 1921 por Sergei Belyavsky.